# Дири (Ајдахо)
Дири (енгл. Deary) град је у америчкој савезној држави Ајдахо.

## Демографија
По попису из 2010. године број становника је 506, што је 46 (-8,3%) становника мање него 2000. године.
| Група             | 2000.       | 2010.       |
| Белци             | 520 (94,2%) | 469 (92,7%) |
| Афроамериканци    | 0 (0,0%)    | 1 (0,2%)    |
| Азијати           | 3 (0,5%)    | 4 (0,8%)    |
| Хиспаноамериканци | 19 (3,4%)   | 11 (2,2%)   |
| Укупно            | 552         | 506         |